# Drăgaica

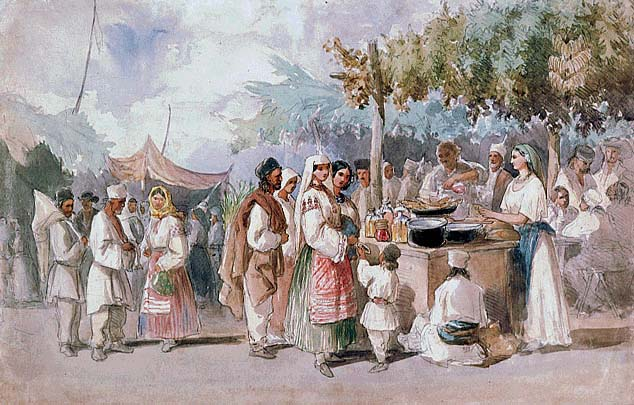
Carol Popp de Szathmary - Târgul Dragaica.

Drăgaica est une fête agro-pastorale, fêtée le 24 juin en Munténie, Moldavie et Olténie, mais aussi en Transylvanie au moment du solstice d'été. Le rituel vise la prospérité et la protection des cultures, en particulier des céréales. Cette célébration coïncide avec la célébration chrétienne de la Nativité de Saint Jean-Baptiste. Cette fête porte aussi le nom de Sânzienele. Sânziană (ou Sînziana) est à la fois le nom d'une fleur et celui d'une fée ; c'est aussi un prénom roumain.

## Origine
Cette fête serait tirée du nom de la déesse romaine de la chasse et des forêts : Diane. Selon Mircea Eliade, la déesse Diana Sancta de Sarmizegetuza sera devenue Sânziană (sancta Diana par déformation), figure centrale du folklore roumain. La fête de Drăgaica est assimilable à une fête de célébration d'un culte solaire, une fête de la fertilité, survivance d'une antique fête païenne, durant laquelle on célèbre les vertus et le symbolisme d'une planté nommée gaillet jaune. C'est aussi une fête des fées qui portent le même nom que la fleur Galium verum, ou sànziana, qui fleurit généralement lors de la période où a lieu la fête. 
La fleur a deux noms zonaux qui varient donc selon les régions de Roumanie et de Moldavie (État et région). Elle est dénommée Sânziana en Oltenie, dans le Banat, en Transylvanie, en Bucovine, dans les Maramures, au dans le nord de la Moldavie et dragaica en Dobroudja, Moldavie du sud et centrale et en Munténie.
Si les fleurs ne sont pas écloses à ce moment, c'est de mauvais augure. Cela signifie que quelque chose a chamboulé le cours de l'année, ou que des gens ont bouleversé les Sânziene, c'est-à-dire les fées.

## Rites populaires
La fête de Drăgaica dure une nuit et un jour et commence le 23 juin au coucher du soleil. C'est à ce moment que les jeunes hommes et jeunes femmes cueillent les Sânziene. Les filles portent une couronne de fleurs de forme circulaire. Les garçons ont une couronne en forme de croix. Ensemble, ils font une hora renommée dans ce cas danse des Sânziene car les fées dansent elles aussi. Ils parcourent ensemble près, bois et champs aux alentours du village. Il existe d'autres variantes où seules les filles, habillées en blanc, dansent. On choisit l'une d'elles qui est alors appelée Drăgaica et est habillée comme une mariée. La présence des hommes est mal vue par les Sânziene qui sont aussi des fées ne souhaitent pas leur présence.
Maisons et cimetières sont ensuite fleuris. Ce rituel permet de s'assurer la protection de l'Au-delà. On dit également que le rituel de Drăgaica fait mûrir les fruits plus rapidement, les protégeant des aléas naturels. La soirée du 23 juin et la nuit du 24 se nomment la nuit des feux (Noaptea focurilor). Cette deuxième phase de la fête est semblable aux feux de la Saint-Jean qu'on retrouve dans l'aire civilisationnelle chrétienne.  Le matin du 24 juin, les jeunes épouses s'allongent dans l'herbe dans l'espoir de « s'alourdir » c'est-à-dire de tomber enceinte. De nos jours, même dans les régions qui ont préservé cette tradition, cette fête et ses rituels sont beaucoup moins pratiqués ou sont largement adaptés par rapport à ce qu'il se faisait autrefois. Cette fête est de plus en plus dénaturée voire totalement ignorée par les jeunes générations.

## Liens avec la mythologie roumaine
Cette fête est intimement liée à la mythologie roumaine et à la croyance en l'existence d'êtres surnaturels, les fées. En Dobroudja, dans le sud de la Moldavie, en Munténie, la fée a plusieurs noms : Drăgaica ou Sânziana, ou bien encore Mireasa (la mariée), Împarateasa (l'Impératrice) ou Regina Holdelor (la Reine de cultures). Ces fées sont appelées Frumoasele (les Belles). Il existe parfois une confusion entre les Iele et les Sânziene qui sont deux types de fées différentes. Les premières sont perçues comme étant «méchantes», les secondes sont dotées de toutes les vertus : gentillesse, belles, humbles, amusantes et possédant des pouvoirs magiques de guérison.
Les Sânziene se montrent aux êtres humains au moment du solstice d'été, mais leur arrivée est annoncée dès le 25 mars par le chant du coucou. Il chante le jour de l'Annonciation, puis durant 3 mois et se tait le jour du solstice d'été. L'oiseau dévoile la durée de leur vie à ceux qui entendent son chant. Les Sânziene ont pour mission de faire taire cet oiseau car le coucou empiète sur une prérogative des dieux (la divination, capacité à dire l'avenir).